# عزلة عمقة (إب)
عزلة عمقة هي إحدى عزل مديرية النادرة في محافظة إب اليمنية ويبلغ تعداد سكانها 3432 نسمة حسب التعداد السكاني في اليمن لعام 2004.
كان في عمقة العلم والشرع ولا توجد قرية من القرى المجاورة إلا وفيها أحكام شرعية أو عرفية إلا وأقطاب عمقة هم من انجزوها وساغوها.

## الموقع الجغرافي
تقع عمقة في منتصف عمار تحيطها العزل التالية : عزلة مالك وعزلة ظلم من جهة الغرب والجنوب، من الشرق عزلة رخمه وشريح، ومن الشمال عزلة شخب وعجيب.

## القرى والمعازيب
يوجد في عمقة سبع قرى رئيسية وسبعة من المعازيب.

### القرى الرئيسية
- عمقة

- دادة
- ذي جعار
- تمور
- الهجرة
- الرباط
- عريب

### المعازيب
بيت الرباعي ، رباط العنس ، الحرف، معار، بيت الجبلي ، الجرين، العقبة .

## الحصون التاريخية
ومن ناحية الآثار والتاريخ يوجد في عمقة أربعة حصون هي :
- حصن دادة
- حصن القُفْل
- حصن الظَفَر
- حصن الكوال

## الخرابات التاريخية
يوجد في عمقة سبع خرابات تاريخية هي :
- ذي جلال
- الجرجري
- الذاري
- الخياط
- السرشوف
- معار
- الجردا

## البيوت التاريخية
كما يوجد في عمقة سبعة بيوت تاريخية هي :
- دار العرم
- دار السرشوف
- دار التعبره
- دار الصَلَبَه
- دار الذاري
- الدار الكبير في الرباط
- دار بيت ال سعيد في عمقة
- دار بيت جابر في الحرف

## القبائل التي تسكن عمقه
- بني جابر
- بني سعيد
- بني المهد
- بني الطلول
- بني الجُماعي
- بني عامر
- بني تاج الدين
- بني عباد
- بني وجيه الدين
- العَريبِي
- المعرشي
- البساره
- الفرزعي
- بني سليم
- النجار

## الغيول
ومن ناحية الغيول الرئيسية يوجد : عين الحيم، عين توين، عين الطارف، عين مرفدان، عين غول السَنَف، عين موقعان، عين النَمَصَه؛ وهذه الغيول كان يوجد فيها حواجز للري ( مواجل ) لسقي المحصول الزراعي.
وكان يوجد في عمقة سبعة مدافن لدفن حبوب الذرة وكانت سعة كل مدفن مائتين وسبعون قدحًا وكانوا عندما يفتحوا المدافن يقرضوا القرى المجاورة قرض الله الحسن حتى يعطيهم الله من فضله.
أن عمقة في الفترة الأخيرة تضررت من شح المياه وقد سعى رجالها للبحث عن مياه جوفية للشرب من عام 1986م وهم يحفرون البئر تلو البئر ولم يوفقوا بستة آبار فاشلة والبئر السابع منّ الله عليهم في مياه جوفية عذبة ورغم بعد المسافات اكتمل المشروع في البناء وربط شبكة مياه نموذجية والضخ إلى القرى.

## روابط خارجية
- الجهاز المركزي للإحصاء بالجمهورية اليمنية
- المركز الوطني للمعلومات باليمن
- الدليل الشامل